# Melanargia vitrimontis
Melanargia vitrimontis är en fjärilsart som beskrevs av Kesseler 1945. Melanargia vitrimontis ingår i släktet Melanargia och familjen praktfjärilar. Inga underarter finns listade i Catalogue of Life.